# Heliotelins
Els heliotelins (Heliothelinae) són una subfamília de lepidòpters ditrisis de la família dels cràmbids (Crambidae). Va ser descrita per Hans Georg Amsel el 1961.

## Gèneres
Tribu Heliothelini Amsel, 1961
- Eclipsiodes Meyrick, 1884
- Heliothela Guenée, 1854 (= Nyctarcha Meyrick, 1884, Orosana Walker, 1863)
- Phanomorpha Turner, 1937

Tribu Hoploscopini Robinson, Tuck & M. Shaffer, 1994
- Hoploscopa Meyrick, 1886 (= Haploscopa Hampson, 1897, Syncrotaula Meyrick, 1933, Eudorina Snellen, 1895)
- Perimeceta Turner, 1915 (= Phanerobela Turner, 1932)